# ボランティアセンター
ボランティアセンターは、地区又は職場や学校でボランティアに関する事務を扱い活性化を図る組織である。日本では市区町村単位で社会福祉協議会と連携して設置されることが多い。ボランティア情報の収集と発信、ボランティアコーディネート業務、広報誌の発行、ボランティアに関する教育・研修の場、ボランティアの情報交換の場として機能し、所長、ボランティアコーディネーター、ボランティアサポーター、ボランティアスタッフなどを配置する。ボランティアビューローや「ボラセン」「ボランセン」などの呼称もある。善意銀行を前身とする組織が多い。

## ボランティアコーディネーター
ボランティアコーディネーター (volunteer coordinator) は、ボランティア活動の提供希望者とボランティア支援の希望者や組織などを対等につなぐ専門職のコーディネーターまたはその立場を指す。
社会福祉協議会の場合、職員が兼務するか補助金を用いて雇用する嘱託職員を「ボランティアコーディネーター」として任命する場合が多い。
災害ボランティアの場合、ボランタリースタッフの中で経験を有する者が称される場合が多い。この場合の多くは「ボランティアコーディネーター」とは呼ばれずに、単に「コーディネーター」と呼ばれる事が多い。近年の災害では、ピースボート災害ボランティアセンター、災害NGO結、Pikari支援プロジェクト、震つななど、民間団体のコーディネーターが
行政機関や社会福祉協議会のサポートを行い、円滑にボランティア派遣を行う為に運営協力を行う事例も多い。「ボランティアコーディネーター養成講座」の受講者が自称する場合もある。